# Штаб-квартира ООН
Центральные учреждения Организации Объединенных Наций, или штаб-квартира ООН — комплекс зданий в Нью-Йорке (США), которые служат официальным офисом для основных рабочих органов ООН.
Комплекс зданий штаб-квартиры ООН расположен в восточной части Манхэттена между 42-й и 48-й улицами, Первой авеню и проливом Ист-Ривер. Участок земли внутри этого квадрата занимает площадь в 18 акров (~ 73 000 м²) и является международной территорией, принадлежащей всем государствам-членам. Тем не менее, в соответствии с соглашением между США и ООН Pub. L. No. 80-357, 61 Stat. 756 (1947), район штаб-квартиры остаётся в пределах судебной юрисдикции Соединённых Штатов.
Помимо штаб-квартиры в Нью-Йорке, ООН располагает ещё тремя вспомогательными региональными штаб-квартирами: отделение в Женеве (Швейцария), отделение в Вене (Австрия) и отделение в Найроби (Кения). Однако наиболее важные решения организации принимаются именно в Нью-Йорке, так как здесь проходит большинство заседаний Генеральной Ассамблеи и Совета Безопасности ООН.
Всего в рабочих органах, агентствах и центрах ООН по всему миру работает порядка 61 тыс. сотрудников из примерно 170 государств. В штаб-квартире в Нью-Йорке размещается около трети от всего персонала организации.

## Выбор места
Организация Объединённых Наций была образована 24 октября 1945 года и первоначально не имела собственного здания. Первые заседания Генеральной Ассамблеи и Совета Безопасности Организации прошли в Лондоне. Решение о размещении ООН близ Нью-Йорка было принято Генеральной Ассамблеей на её первой сессии 14 февраля 1946 года в Лондоне после того, как от многих стран мира были получены предложения о постоянном месте расположения Организации. С 16 августа 1946 года штаб-квартира ООН временно разместилась в деревне Лейк-Саксесс, Лонг-Айленд. 14 декабря 1946 года Генеральная Ассамблея приняла предложение Джона Д. Рокфеллера-мл. о выделении 8,5 млн долл. США на покупку нынешнего участка для строительства постоянной штаб-квартиры ООН.
Против строительства штаб-квартиры в Нью-Йорке, как становится известно по последним данным, в своё время проголосовали Франция, Великобритания и Нидерланды. Помимо Нью-Йорка имелись другие кандидатуры на эту роль. Например, Канада предложила разместить центральные учреждения ООН на острове Нэви, Онтарио. Это место, расположенное на границе двух государств недалеко от Ниагарского водопада, считалось многими идеальной кандидатурой. Однако в конечном счёте выбор был сделан в пользу участка в квартале Тёртл-Бей на берегу пролива Ист-Ривер.
До сих пор некоторые политики считают этот выбор несправедливым и выступают за перенос штаб-квартиры в более подходящее место. К примеру, в сентябре 2009 года глава Ливийского государства Муаммар Каддафи предложил в качестве альтернативы Пекин или Дели, так как по его мнению, Восточное полушарие играет большую роль в развитии человечества.

## Строительство

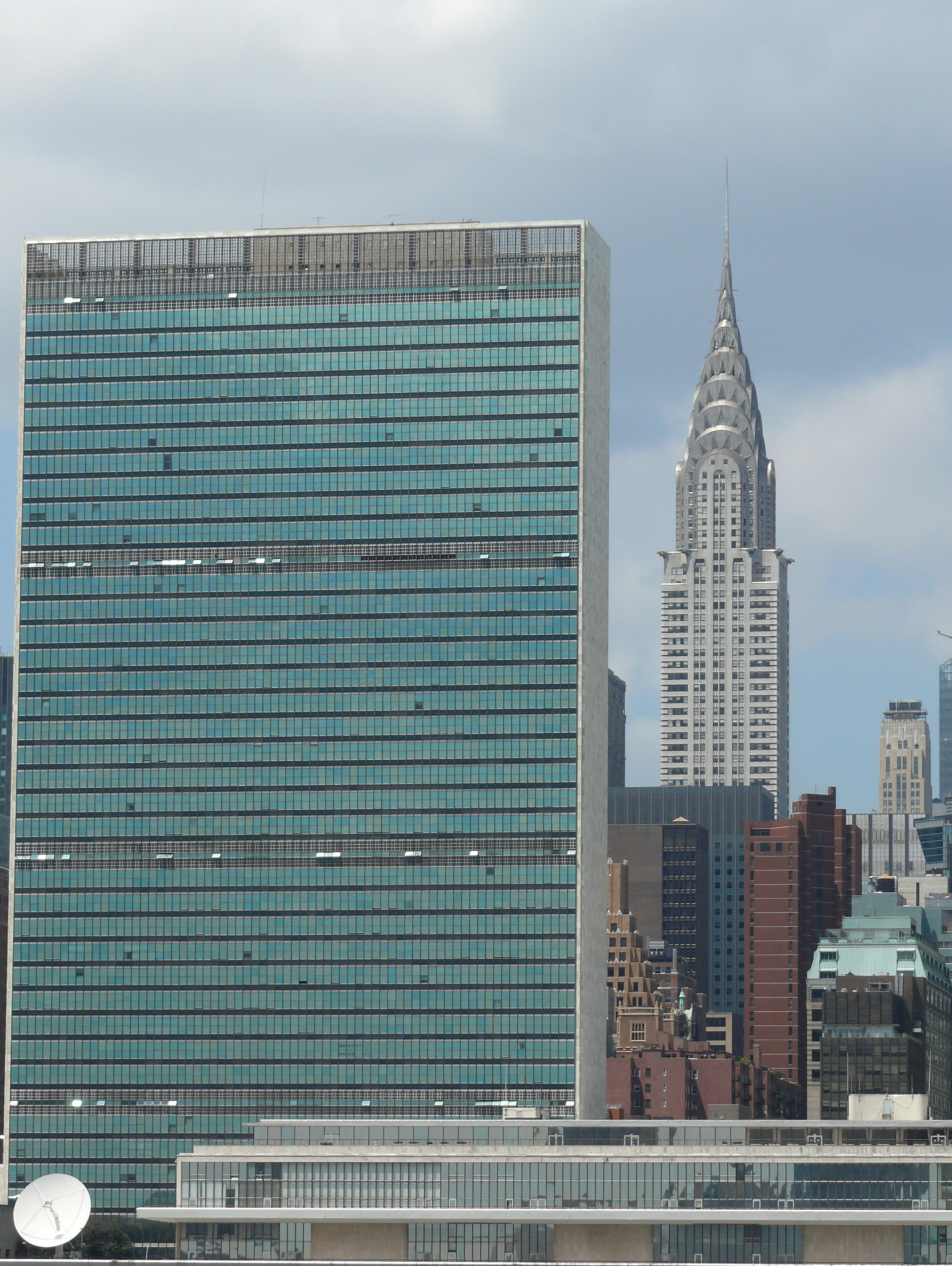
Здание Секретариата ООН и Крайслер-билдинг на заднем плане

В ноябре 1947 года Генеральная Ассамблея ООН утвердила архитектурный план будущей штаб-квартиры. Девять месяцев спустя с правительством США было заключено соглашение о предоставлении ООН беспроцентного кредита на сумму 65 млн долл. США для проведения строительных работ. Церемония закладки фундамента состоялась 24 октября 1949 года, а официальное открытие штаб-квартиры произошло 10 января 1951 года.
Для создания комплекса зданий ООН были приглашены архитекторы, дизайнеры и инженеры со всего мира. В эту группу вошли Николай Басов (СССР), Макс Абрамович (США), директор по планированию, Оскар Нимейер (Бразилия), Владимир Бодянский (Франция), инженер-консультант, Эрнст Кормье (Канада), Уоллес К. Гаррисон (США), главный архитектор, Шарль И. Ле Корбюзье (Франция), Свен Маркелиус (Швеция), Г. А. Свайё (Австралия), Лян Сычэн (Китай), а также консультанты Энтони Антониадэс (Греция), Мэтью Новики (Польша) и Эрнест Вайсман (Югославия).
Группа создала 50 различных проектов и после проведённого отбора остановилась на концептуальной идее Ле Корбюзье. Согласно его чертежам, комплекс зданий должен умело сочетать разнообразие стилей: высокие стеклянные панели для офисов и низкий круглый купол для зала Генеральной Ассамблеи. К моменту завершения строительства штаб-квартира ООН считалась образцом самого современного архитектурного дизайна на Манхэттене.

## Здания комплекса
Наиболее известным зданием в структуре комплекса, безусловно, является 39-этажная высотка, в которой размещается Секретариат. Кроме того, на территории штаб-квартиры расположились здание Генеральной Ассамблеи, Библиотека имени Дага Хаммаршельда и Центр для посетителей. С фасадной стороны комплекса растянулся ряд флагштоков, на которых водружены флаги 193 государств — членов ООН в английском алфавитном порядке, а также флаг Организации по центру.

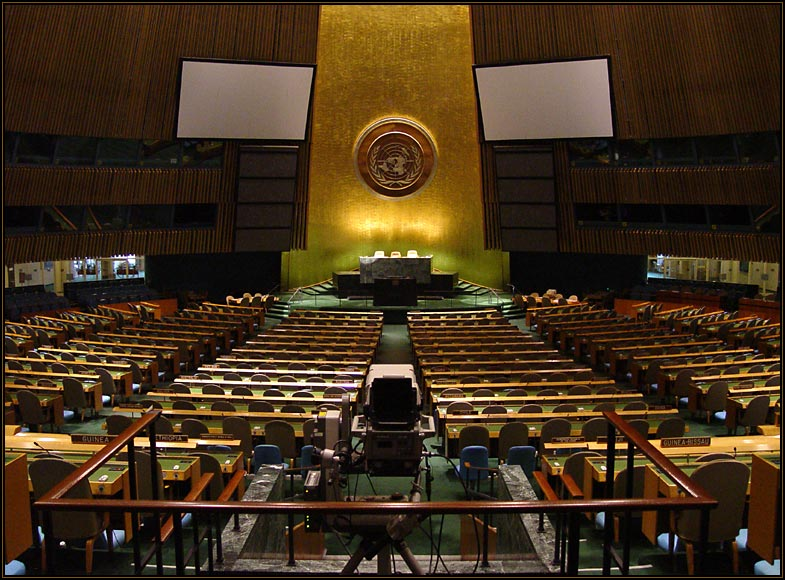
Зал Генеральной Ассамблеи

Также имеется ряд второстепенных сооружений ООН. Это два больших офисных здания, которые заняты специализированными агентствами Организации по типу ПРООН. Они носят названия DC-1 и DC-2, так как расположены по адресу Площадь ООН, 1 и 2 соответственно. На углу 46-й улицы находится служба идентификации (identification office), которая осуществляет выдачу пропусков для заранее аккредитованных дипломатов, журналистов и иных лиц. Дом ЮНИСЕФ (Площадь ООН, 3) и здание ЮНИТАР (Площадь ООН, 807) также являются частью комплекса.
В связи с обветшанием зданий комплекса организован капитальный ремонт штаб-квартиры ООН в Нью-Йорке. К примеру, в здании Генеральной Ассамблеи, где регулярно собираются главы государств и правительств, частенько протекает крыша. На устранение подобного рода проблем будет затрачено 1,9 млрд долл. США. Ремонтные работы, после которых сооружения стали более современными и более безопасными, закончились в 2013 году.

## Почтовая служба ООН

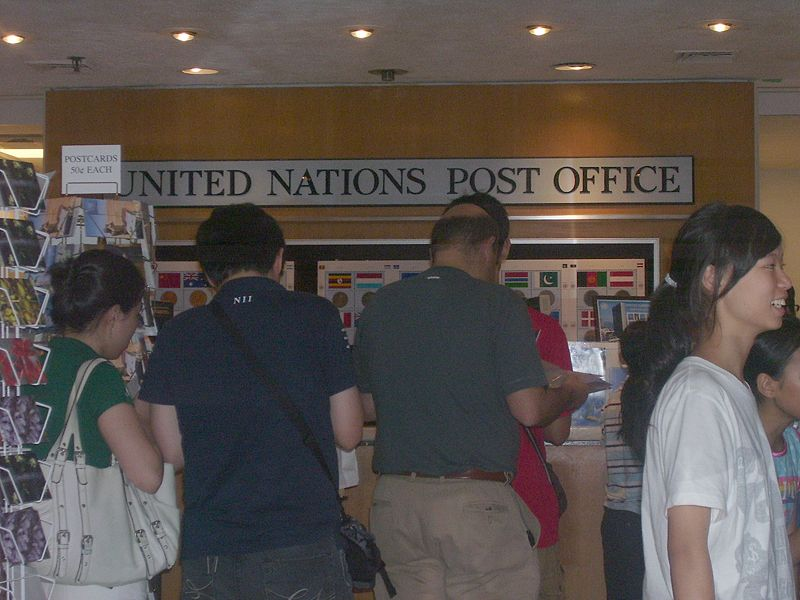
Почтовая служба ООН

Адрес штаб-квартиры ООН — Площадь Объединённых Наций (Площадь ООН), 760, Нью-Йорк, NY 10017, США. Международный статус центральных учреждений позволяет ООН печатать собственные почтовые марки. Все письма, отправляемые из штаб-квартиры Организации, имеют ооновский штемпель. Данная услуга пользуется большим интересом у посетителей комплекса, особенно у филателистов. Почтовое отделение ООН расположено на цокольном этаже Центра для посетителей.

## Произведения искусства в штаб-квартире ООН
Широкую известность приобрела арт-коллекция ООН. Произведения всемирно известных живописцев и скульпторов, посвящённые тематике международного сотрудничества и толерантности, расположились в парке при штаб-квартире и в её вестибюлях. Так, Организация в разные годы получала от стран-участниц следующие дары: скульптуру «Перекуём мечи на орала» — от СССР, «Скрученный пистолет» — от Люксембурга, «Колокол мира» — от Японии. Подарком США стала мозаика на основе картины Нормана Роквелла «Золотое правило», где поверх изображения людей всех рас написано изречение: «Do unto Others as You Would Have Them Do unto You» («И как хотите, чтобы с вами поступали люди, так и вы поступайте с ними»). Из Франции Марк Шагал передал Организации цветной витраж высотой примерно в 3,5 метра, на котором символически изображена борьба за мир и главенство любви. Китай вручил скульптуру из восьми слоновьих бивней, на которых с удивительной точностью вырезан участок железной дороги на севере страны. Маятник Фуко, служащий наглядным доказательством вращения Земли, был преподнесён Нидерландами. Также в коллекции ООН имеется и кусочек Берлинской стены.

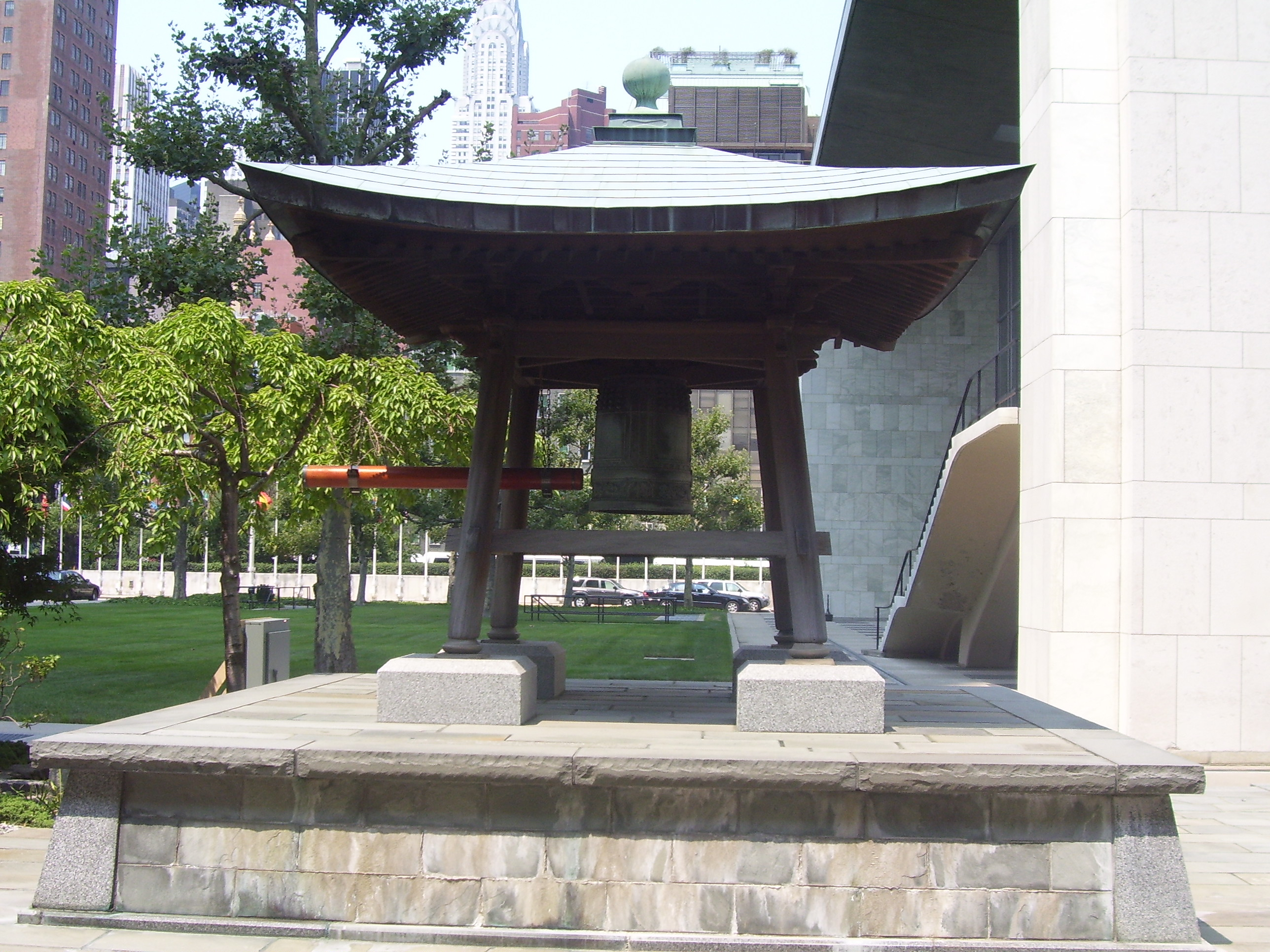
Японский «Колокол мира»
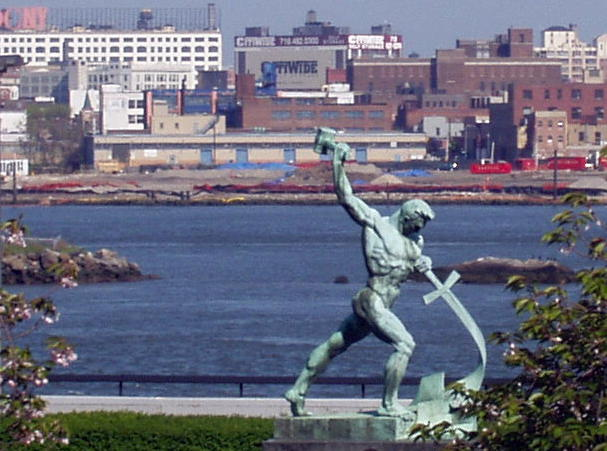
«Перекуём мечи на орала», скульптура Вучетича
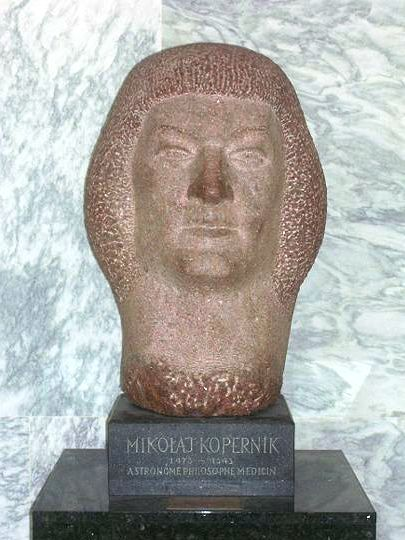
Бюст Николая Коперника, дар Польши
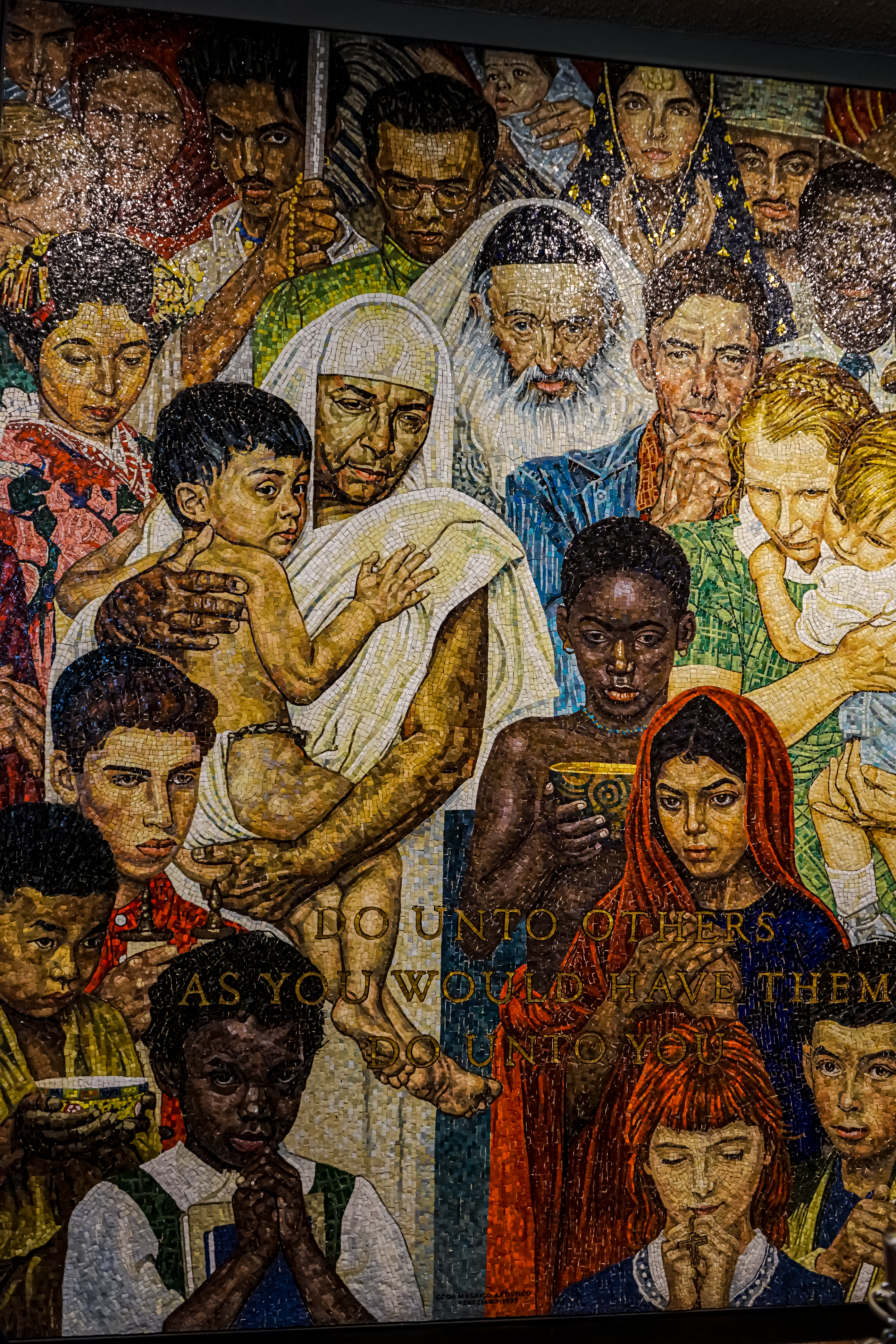
Мозаика на основе картины Нормана Роквелла («И как хотите, чтобы с вами поступали люди, так и вы поступайте с ними»)